# 三浦駿平
三浦 駿平（みうら しゅんぺい、1997年4月30日 - ）は、ジャパンラグビーリーグワン静岡ブルーレヴズに所属するラグビー選手。

## プロフィール
- 秋田県出身。
- ポジションはロック(LO)。
- 身長 187 cm、体重 103 kg
- 父の弘樹は元ラグビー選手(元法政大学主将)[1]。

## 略歴
小学3年生からラグビーを始めた。
2016年、秋田中央高校卒業後、早稲田大学に入る。
2020年、早稲田大学卒業後、ヤマハ発動機ジュビロ(現・静岡ブルーレヴズ)に加入。
2021年2月21日にジャパンラグビートップリーグ第1節日野レッドドルフィンズ戦に先発出場で公式戦初出場を果たす。